# Don't Look Down (canción de Martin Garrix)
«Don't Look Down» es una canción del DJ y productor Holandés Martin Garrix, con la voz del cantante Norteamericano Usher. Se lanzó como descarga digital el 17 de marzo de 2015 en iTunes.

## Antecedentes
Hablando de su colaboración con Usher, Martin Garrix dijo: "Tenía la pista y él estaba en la casa de mi manager Scooter Braun cuando lo envié. Lo siguiente que supe fue que estaba en una llamada de FaceTime con Usher, quien dijo: ' Me encantaría hacer la pista '. Una semana después, estábamos en el estudio. ¡Fue muy rápido! " También dijo que la canción trata sobre "enfocarse en el lado positivo de todo".

## Vídeo Musical
Un video lírico dirigido por Rory Kramer, mostraba a un hombre que renunciaba a su trabajo y disfrutaba la vida, se publicó el 17 de marzo de 2015. El 23 de marzo de 2015 se lanzaron dos videos musicales oficiales que brindan una perspectiva femenina y masculina del trabajo en un club de campo.

## Posicionamiento en listas
| Listas (2015)                          | Mejor posición |
| -------------------------------------- | -------------- |
| Austria (Ö3 Austria Top 40)            | 37             |
| Bélgica (Flandes) (Ultratop 50)        | 26             |
| Bélgica (Valonia) (Ultratop 50)        | 37             |
| Francia (SNEP)                         | 136            |
| Alemania (Media Control AG)            | 37             |
| Irlanda (IRMA)                         | 29             |
| Italia (FIMI)                          | 49             |
| Países Bajos (Dutch Top 40)            | 10             |
| Países Bajos (Mega Single Top 100)     | 16             |
| Escocia (Scottish Singles Sales Chart) | 2              |
| España (Top 100 Canciones)             | 38             |
| Suecia (Sverigetopplistan)             | 59             |
| Suiza (Schweizer Hitparade)            | 65             |
| Reino Unido (UK Singles Chart)         | 9              |